# あけぼの (点字新聞)

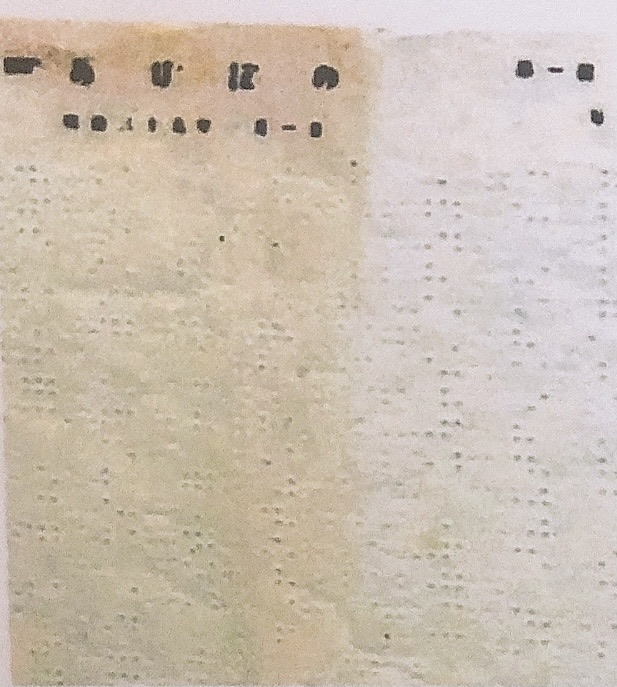
点字新聞『あけぼの』第一号

『あけぼの』は、1906年（明治39年）1月1日に左近允孝之進により創刊された日本初の点字新聞全国版である。発行元は六光社、刊行組織の母体は日本盲人会である。
中村京太郎らが、発行元である盲人基督信仰会から1919年（大正8年）4月3日に刊行した週刊点字新聞『あけぼの』は上記の左近允孝之進が刊行した点字新聞『あけぼの』の後継紙である。

## 概要
点字新聞『あけぼの』の発刊理由は自身が視覚障害当事者であった左近允が視覚障害者に情報を届けたいと考えたためである。また、点字の普及も目標とされた。
第1号の紙面によると、第1号は約670部を全国に発送したとある。
記事では主要都市各地の盲学校の紹介、盲教育、盲人の生活や福祉、鍼按の仕事情報、政治経済情報、海外情勢が取り上げられている。日本人同士の隣人愛や同胞愛に根差した国防に関する記事や、救世軍や無教会キリスト教などのキリスト教関係記事、「ヘレンケラーの手紙」や「世界共通語を以て説教する寺」のエスペランティズムなど、日本の愛国心・愛郷心を基軸とした視覚障害者の国境を超える協力体制など、国際的な紙面構成が特徴である。
週二回発行、購読料は一部購読料込みで4銭であった。紙幅は縦76．5×横62cm。発送料は無料。経済的に困難を抱える視覚障害者にも新聞を手に取ってほしいと考え、購読料、発送料を安くおさえていた。
名前の由来は旧約聖書ホセア書第6章3節の「主は曙の光のごとく必ず現れいで雨のごとく我らにのぞみ後の雨のごとく地をうるほし給う」である。
本紙の賛同者・協力者・寄稿者には本紙刊行を資金面で支えた日本盲人会幹事の好本督・左近允の出身校である早稲田大学創設者の大隈重信・高田早苗のほか、自身のキリスト教関係の著書及び万朝報の記事を提供した無教会派指導者の内村鑑三・東京盲唖学校校長の小西信八、同校教員の奥村三策・大阪盲唖院長の古河太四郎、岐阜聖公会訓盲院の森巻耳や、後に日本盲人協会を組織するの失明陸軍中佐の山岡熊治・東京盲唖学校教員の高岡光子などが名を連ねている。
左近允の死後は、妻の今村増江が第二代六光社社長となって発行を引き継ぎ、1913年（大正2年）に廃刊したとみられる。
その後、1919年（大正8年）に中村京太郎が大正期『あけぼの』を継承し復刊させた。1922年（大正11年）、中村が新たに創刊された『点字大阪毎日新聞』の編集主任に就任したことにより盲人基督信仰会版『あけぼの』は『点字大阪毎日』の骨格として吸収され、再び廃刊となった。
近年、社会科教員の古賀副武により今村増江の実家である福岡県久留米市の土蔵から六光社版あけぼの第1号が発見された。